# Gonda (distrikt)
Gonda är ett distrikt i den indiska delstaten Uttar Pradesh, och hade 2 765 586 invånare år 2001 på en yta av 4 425 km². Det gör en befolkningsdensitet på 625,0 inv/km². Den administrativa huvudorten är staden Gonda. De största religionerna är hinduism (80,48 %) och islam (19,26 %).

## Administrativ indelning
Distriktet är indelat i fyra kommunliknande enheter, tehsils:
- Colonelganj, Gonda, Mankapur, Tarabganj

## Städer
Distriktets städer är huvudorten Gonda samt Colonelganj, Indian Telephone Industry Mankapur, Katra, Khargupur, Mankapur och Nawabganj.
Urbaniseringsgraden låg på 7,03 procent år 2001.